# Хоџићи (Вареш)
Хоџићи су насељено мјесто у општини Вареш, Босна и Херцеговина.

## Становништво
|             | 2013.        | 1991.         |
| Укупно      | 181 (100,0%) | 174 (100,0%)  |
| Бошњаци     | 180 (99,45%) | 168 (96,55%)1 |
| Босанци     | 1 (0,552%)   | –             |
| Југословени | –            | 6 (3,448%)    |
| Срби        | –            | 0 (0,000%)    |
| Хрвати      | –            | 0 (0,000%)    |

1. 1 На пописима од 1971. до 1991. Бошњаци су пописивани углавном као Муслимани.